# Земља (основни елемент)
Земља је један од класичних елемената, у неким системима један од четири заједно са ваздухом, ватром и водом .

## Европска традиција
Земља је један од четири основна елемента у старогрчкој филозофији и науци. Обично се повезивао са квалитетима тежине, материје и земаљског света. Због култова хероја и хтонских божанстава подземља, елемент земље је такође повезана у каснијем окултизму са сензуалним аспектима живота и смрти.
Емпедокле из Акрагаса (око. 495 – око. 435 BCE) је предложио четири архаја помоћу којих се може разумети космос: ватра, ваздух, вода и земља. Платон (427–347 п. н. е.) је веровао да су елементи геометријски облици (платонска тела) и доделио је коцку елементу земље у свом дијалогу Тимеј. Аристотел (384–322 п. н. е.) је веровао да је земља најтежи елемент, а његова теорија природног места је сугерисала да ће све супстанце натоварене земљом пасти брзо, право надоле, ка центру космоса.
У класичном старогрчком и римском миту, различите богиње су представљале Земљу, годишња доба, усеве и плодност, укључујући Деметру и Персефону; Церера; Хоре (богиње годишњих доба) и Просерпина; и Хад (Плутон) који је владао душама мртвих у Подземљу.
У старогрчкој медицини, сваки од четири хумора постао је повезан са елементом. Црна жуч је била хумор поистовећена са земљом, пошто су обе биле хладне и суве. Остале ствари повезане са земљом и црном жучи у античкој и средњовековној медицини укључивале су сезону јесени, јер је повећавала особине хладноће и суше; меланхолични темперамент (особе у којој доминира црни жучни хумор); женствени; и јужна тачка компаса.
У алхемији се веровало да је земља првенствено сува, а секундарно хладна (према Аристотелу). Поред ових класичних својстава, хемијска супстанца со била је повезана са земљом и њен алхемијски симбол је био троугао окренут надоле, преполовљен хоризонталном линијом.

## Индијска традиција
Притви (санскрит: pṛthvī, такође pṛthivī) је хиндуистичка богиња земље и богиње мајке. Према једном таквом предању, она је отелотворење саме Земље; према другом, његова стварна мајка, Притхви Татва, сама суштина елемента земље.
Као Притви Мата, или „Мајка Земља”, она је у супротности са Диаус Питом, Оцем Небом. У Ригведи се земља и небо често ословљавају као двојност, често назначена идејом о две комплементарне „полуљуске“. Поред тога, елемент Земља је повезан са Будом или Меркуром који представља комуникацију, пословање, математику и друга практична питања.
Џаинизам помиње једночулна бића или духове за које се верује да насељавају елемент земље.

## Церемонијална магија
Земља и други грчки класични елементи били су уграђени у систем Златне зоре. Зелатор је елементарни степен који се приписује земљи; овај степен се такође приписује сефироту Малкута. Елементарно оружје земље је пентакл. Сваки од елемената има неколико повезаних духовних бића. Арханђел земље је Уриел, анђео је Форлак, владар је Керуб, краљ је Гхоб, а земаљски елементали (који прате Парацелзуса) се зову патуљци. Земља се сматра пасивном; представљен је симболом за Бика, а односи се на доњу леву тачку пентакла у Ритуалу Врховног призивања Пентакла. Многа од ових асоцијација су се проширила кроз разне окултне заједнице.

## Савремена вештичарења
Ватра је један од пет елемената који се појављују у већини виканских традиција насталих под утицајем система магије Реда Златне зоре и мистицизма Алистера Кроулија, који је такође инспирисан Златном зором.

## Видети још
- Геја, старогрчка богиња, персонификација Земље
- Богиња мајка
- Мајка природа
- Ферекид са Сироса